# Tagoror
La paraula tagoror, en amazic, significa ‘recinte circular de pedres' o ‘lloc de reunió’. A l'illa de Tenerife, era el lloc, prop d'un poblat guanxe, on es reunien els ancians i dirigents de la comunitat per prendre decisions que afectaven el poble. Aquestes reunions podien tenir caràcter religiós o judicial.
El tagoror tenia forma circular i estava constituït per grans pedres planes que feien de seient, distribuïdes a l'interior del cercle format també per pedres o lloses de grans dimensions, de vegades semisoterrades, que delimitaven l'espai. Estava dirigit per un guadamenye o gran sacerdot.
En l'època anterior a la conquesta, hi havia nombrosos tagorors al llarg i ample de la superfície habitable de l'illa de Tenerife, que van anar desapareixent a poc a poc després de la colonització espanyola. Tot i això, encara se'n poden contemplar alguns en els llocs més apartats de l'illa. En altres illes de les Canàries també existien aquests recintes assemblearis, si bé amb el nom de tagoror només es coneixen els de l'illa de Tenerife. A Gran Canària, aquestes reunions rebien el nom de sábor.